# Oulimnius troglodytes
Oulimnius troglodytes là một loài bọ cánh cứng trong họ Elmidae. Loài này được Gyllenhal miêu tả khoa học năm 1827.